# 神奈川県立茅ケ崎里山公園
神奈川県立茅ケ崎里山公園（かながわけんりつちがさきさとやまこうえん）は、神奈川県茅ヶ崎市芹沢にある都市公園。国土交通省関東地方整備局の「関東の富士見百景」に選ばれている。園内にある谷戸の家は芹沢村の村役人を務めた旧常盤家住宅跡である

## 概要
茅ヶ崎市北部地区の活性化の核となる自然環境を活かした広域公園の設置を求める要望を受け、1991年に神奈川県の「第二次新神奈川計画改定実施計画」において県内19番目の県立公園として位置づけれた。1993年に都市計画が決定された。公園の名称は公募により選定され、当時の茅ヶ崎市北部や藤沢市北西部の一帯は多くの谷戸があり、畑や雑木林からなる里山の風景が広がっていたことに由来する。

## 施設

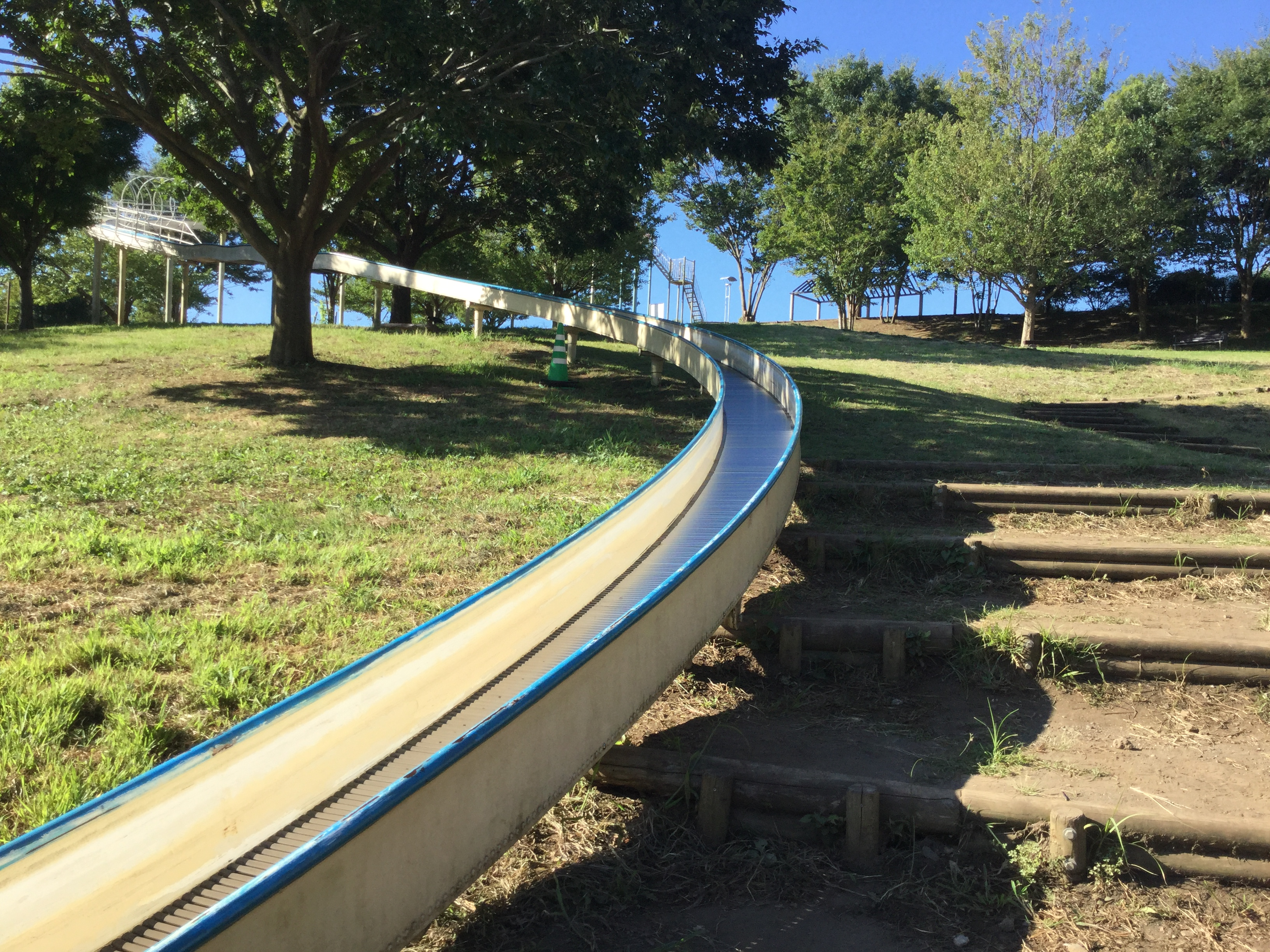
風のすべり台
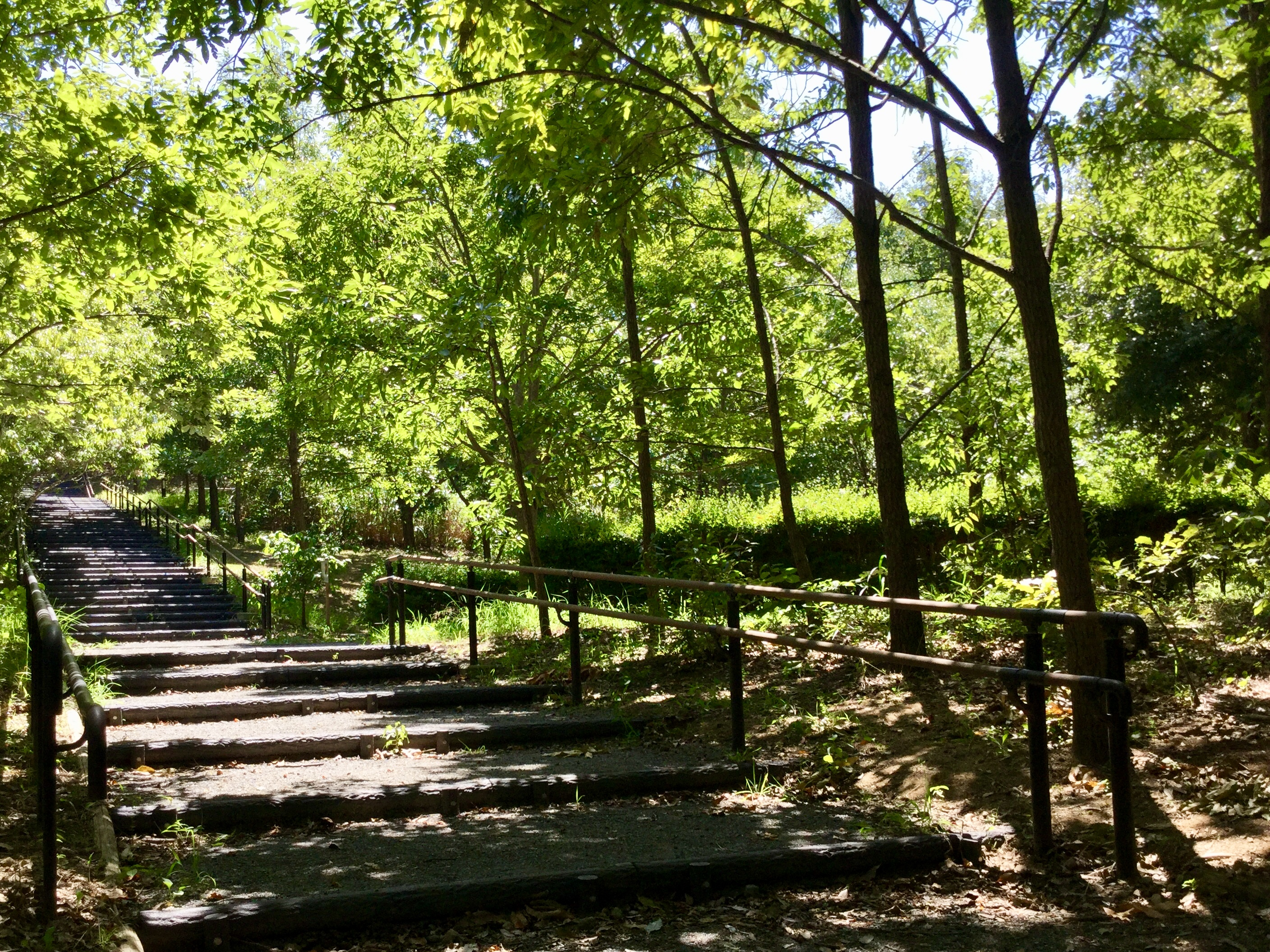
平成の森
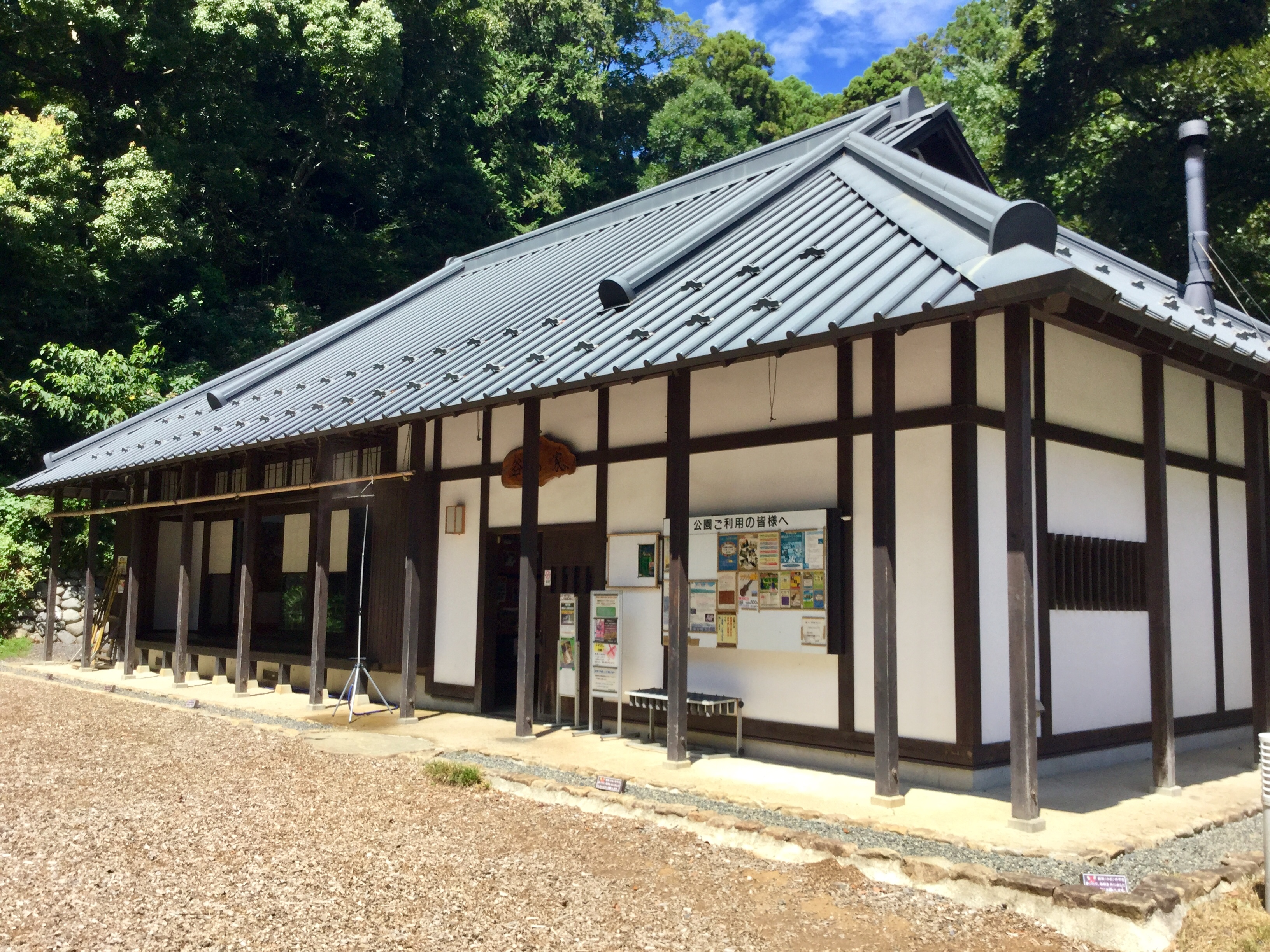
谷（やと）の家
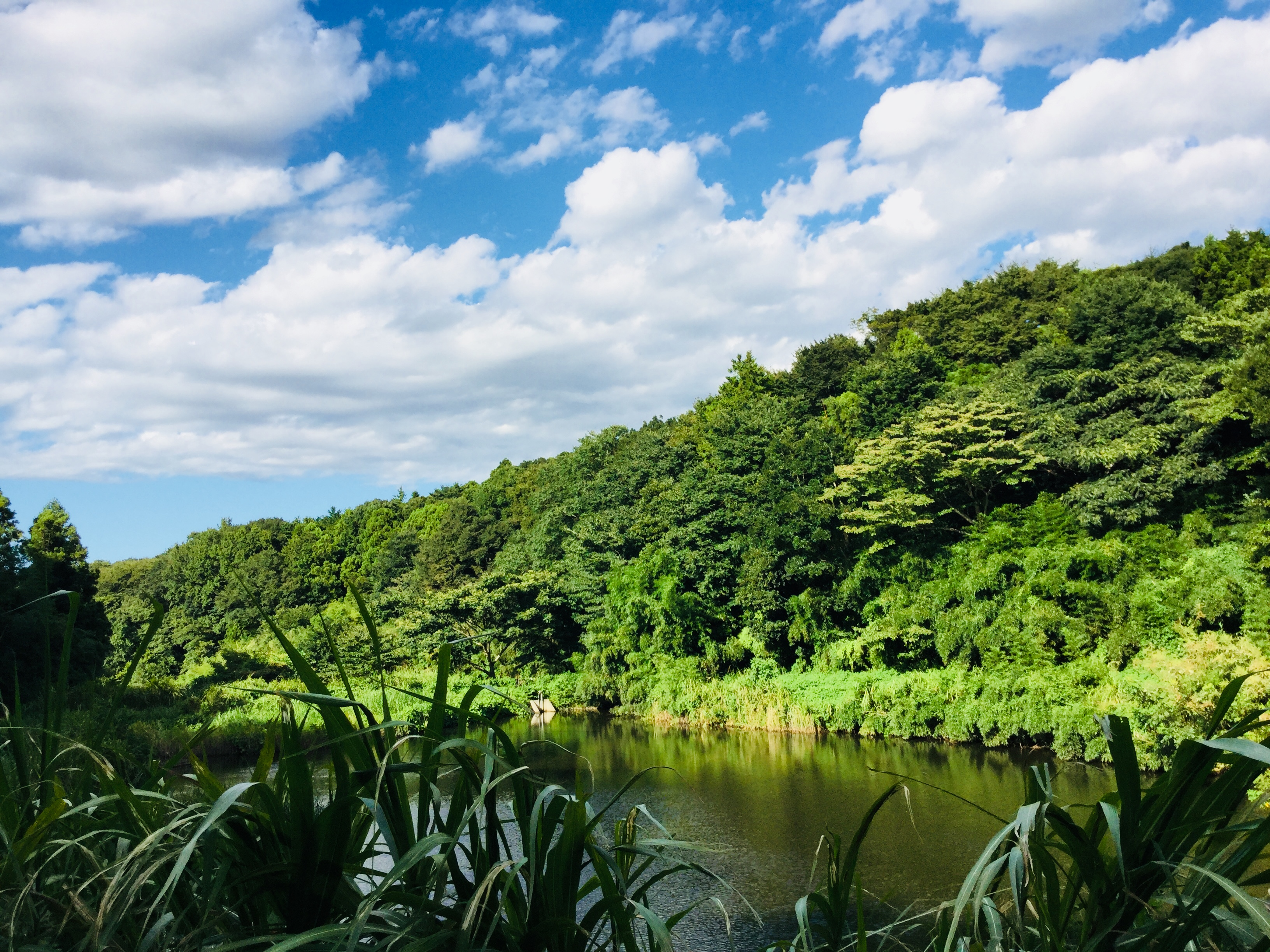
芹沢の池

公園は茅ヶ崎市北部の丘陵地帯にあり、天気の良い日には富士山を眺望できる。全長70メートルに及ぶローラーすべり台（風のすべり台）や大型トランポリン（雲のトランポリン）があるのが特徴。公園北端にはバーベキュー場があり、予約することにより誰でも利用できる。

## 沿革
- 2001年（平成13年）
  - 10月28日 - 一部開園（開園面積：約12.4ヘクタール）
- 2012年（平成24年）
  - 4月 - 追加開園（開園面積：約34.3.ヘクタール)
- 2014年（平成26年）
  - 4月- 追加開園（開園面積：約35.2ヘクタール）

## アクセス
最寄バス停は神奈川中央交通の「芹沢入口」及び、茅ヶ崎市コミュニティバス「えぼし号」の「里山公園」である。
湘南台駅から
- 「湘南台駅西口2番乗り場」：湘17系統「文教大学」行き

茅ヶ崎駅から
- 「茅ヶ崎駅北口1番乗り場」：茅50系統「文教大学」行き

香川駅から
- 「西口駅前広場」：北部循環市立病院線

## 周辺
- 小出川
- 腰掛神社
- 文教大学湘南キャンパス